# Chef de l'opposition de la Ville de Québec
Le chef de l'opposition officielle est le chef du plus important parti au conseil municipal de Québec après celui du maire. 

## Sélection et qualifications
En vertu de l'article 8 de la Charte de la Ville de Québec, le chef de l'opposition officielle est le conseiller désigné par les conseillers du parti politique ayant fait élire le plus grand nombre de représentants, à l'exclusion du parti politique auquel appartient le maire. En cas d'égalité entre les partis d'opposition, le chef de l'opposition officielle est le conseiller désigné par les conseillers de celui, parmi ces partis politiques, qui a reçu le plus grand nombre de votes au poste de maire et aux postes de conseillers.
Le chef de l'opposition officielle peut être reconnu comme exerçant ses fonctions à plein temps.

### Cas de 2009-2013
À l'élection du 1er novembre 2009, le maire de Québec, Régis Labeaume, est réélu avec une forte majorité de 25 conseillers de son parti sur une possibilité de 27 pour l'ensemble de la ville. Les deux conseillers ayant survécu à cette vague Labeaume sont les indépendants Yvon Bussières et Anne Guérette. Puisque le poste de chef de l'opposition officielle ne peut être comblé que par un conseiller d'un parti politique autre que celui du maire, la ville de Québec est donc privée d'opposition officielle pour la durée du mandat 2009-2013.

## Liste des chefs de l'opposition[2]
| Nom                    | Parti                         | Début du mandat   | Fin du mandat     |
| ---------------------- | ----------------------------- | ----------------- | ----------------- |
| Pierre Mainguy         | Rassemblement populaire       | -                 | 1985              |
| Gilles Gilbert         | Rassemblement populaire       | 1985              | 1989              |
| André Forgues          | Progrès civique               | 1989              | 1993              |
| Jacques Jobin          | Progrès civique               | 1993              | 1994              |
| Martin Forgues         | Progrès civique               | 1994              | 1997              |
| Gérald Poirier         | Progrès civique               | 1997              | 2001              |
| Jacques Langlois       | Action civique de Québec      | 4 novembre 2001   | 21 juin 2004      |
| Paul Shoiry            | Action civique de Québec      | 2004              | août 2005         |
| Pierre-Michel Bouchard | Action civique de Québec      | août 2005         | 5 novembre 2005   |
| Claude Larose          | Renouveau municipal de Québec | 5 novembre 2005   | 20 avril 2006     |
| Ann Bourget            | Renouveau municipal de Québec | 20 avril 2006     | 7 décembre 2007   |
| Jean-Marie Matte       | Renouveau municipal de Québec | 7 décembre 2007   | 3 septembre 2008  |
| Alain Loubier          | Renouveau municipal de Québec | 3 septembre 2008  | 18 juin 2009      |
| Anne Beaulieu          | Renouveau municipal de Québec | 29 juin 2009      | 1er novembre 2009 |
| Aucun                  | Aucun                         | 1er novembre 2009 | 8 novembre 2013   |
| Paul Shoiry            | Démocratie Québec             | 8 novembre 2013   | 4 décembre 2016   |
| Anne Guérette          | Démocratie Québec             | 4 décembre 2016   | 5 novembre 2017   |
| Stevens Melançon       | Québec 21                     | 15 novembre 2017  | 23 novembre 2017  |
| Jean-François Gosselin | Québec 21                     | 23 novembre 2017  | 7 novembre 2021   |
| Claude Villeneuve      | Québec d'abord                | 14 novembre 2021  |                   |